# Memphis offa
Espèce
Memphis offa est une espèce d'insectes lépidoptères (papillons) de la famille des Nymphalidae, de la sous-famille des Charaxinae et du genre Memphis.

## Dénomination
Memphis offa a été décrit par Herbert Druce en 1877 sous le nom initial de Paphia offa.

### Sous-espèce
- Memphis offa offa ; présent  en Équateur, en Bolivie et au Pérou.
- Memphis offa gudrun (Niepelt, 1924) ; présent en Colombie, au Pérou[1].

## Description
Memphis offa est un papillon qui présente un dimorphisme sexuel, les deux sexes ayant un bord costal bossu, un angle interne en crochet et un bord interne concave.
Le dessus du mâle est bleu foncé avec une partie basale bleu métallisé alors que celui de la femelle est marron discrètement suffusé de bleu. Le revers du mâle est marron foncé celui de la femelle est jaune, les deux miment une feuille morte.

## Écologie et distribution
Memphis offa est présent  en Colombie, en Bolivie, en Équateur et au Pérou.

### Protection
Pas de statut de protection particulier.